# Micrasterias triangularis
Micrasterias triangularis là một loài Song tinh tảo trong họ Desmidiaceae, thuộc chi Micrasterias.